# Gombosszeg
Gombosszeg là một thị trấn thuộc hạt Zala, Hungary. Thị trấn này có diện tích 2,16 km², dân số năm 2010 là 47 người, mật độ 22 người/km².